# 千屋村 (秋田県)
千屋村（せんやむら）は、秋田県仙北郡にあった村。現在の美郷町北部にあたる。

## 地理
東側は奥羽山脈によって岩手県と接し、奥羽山系真昼山地の主峰真昼岳は標高1,059メートルに達する。
本村は、奥羽山脈より流下する 真昼川・丸子川によってつくられた複合扇状地（千屋扇状地）上に発達した村であり、谷口の扇頂部に浪花（元本堂・大坂・一丈木）、黒沢の集落が点在する。千屋の一暁・二暁周辺は扇央部にあたり、かつて「若林野」と呼ばれて馬産がさかんであった。田沢疏水による開拓で現在は水田に変わり、直線道路が多い。田沢疏水による入植者は1940年（昭和15年）から1955年（昭和30年）ころまで89戸におよび、その出身地も村内外におよんでいる。
村の中央から西にかけての本堂城廻・土崎は扇端部の湧水地帯で水田が卓越し、本堂城廻地区には中世城館本堂城がある。また、奥羽山脈の山麓や天狗山丘陵では草地を利用した乳牛・肉牛生産がさかんである。
近代には、みごとな杉並木・松並木と村の中心からの放射状直線道路がつくられたが、これは初期村政を主導した坂本理一郎（東嶽）によるものである。また、飯詰村の江畑新之助らによって一丈木ため池が造成されている。なお、このため池は1970年（昭和45年）以降、3年におよぶ「県営ため池等整備事業」によって整備された。
また、明治期の陸羽地震にともなう千屋断層が国の天然記念物に指定されている。
- 山：清水川山、黒沢大台山、大平山、天狗山、真昼岳、女神山
- 河川：真昼川、赤倉川

## 旧高・旧領
明治初年の石高は以下の通り。
| 村         |  | 旧高           | 旧領               | 旧県   |
| ---------- |  | -------------- | ------------------ | ------ |
| 黒沢村     |  | 261.648010石   | 秋田藩（久保田藩） | 秋田県 |
| 元本堂村   |  | 616.538025石   | 秋田藩（久保田藩） | 秋田県 |
| 本堂城廻村 |  | 951.549011石   | 秋田藩（久保田藩） | 秋田県 |
| 大坂新田村 |  | 286.579010石   | 秋田藩（久保田藩） | 秋田県 |
| 千屋村     |  | 1192.487061石  | 秋田藩（久保田藩） | 秋田県 |
| 小荒川村   |  | 157.764999石   | 秋田藩（久保田藩） | 秋田県 |
| 土崎村     |  | 1142.879028石  | 秋田藩（久保田藩） | 秋田県 |
| 合計       |  | 4609.4451145石 | —                  | —      |

## 歴史
菅江真澄『月の出羽路』によれば、「千屋」の名の由来は、平安時代後期に源義家が当地を訪れた際、祈願のため矢を千回射ったことによるというが、詳細は不明である。
西端の本堂城廻地区と高梨村払田にまたがって古代城柵払田柵があり、厨川谷地遺跡など城柵関連遺跡も多い。浪花地区には、県指定史跡の一丈木遺跡がある。上述の真昼岳は信仰の対象として真昼山大権現社（三輪神社）が設けられ、中世には和賀氏庶流本堂氏の氏神として信仰され、また、平鹿郡の豪族であった小野寺氏からも崇敬された。本堂城廻地区には本堂氏の居城本堂城があり、県の史跡に指定されている。また、山あいの善知鳥（うとう）地区は、キリシタンの殉教で知られている。
- 1877年（明治10年） - 元本堂村・大坂新田村が合併して浪花村となる[3]。
- 1889年（明治22年）4月1日 - 町村制の施行により、千屋村、小荒川村、土崎村、黒沢村、浪花村、本堂城廻村の区域をもって発足[2]。
- 1937年（昭和12年） - 国営田沢疏水事業着工。
- 1938年（昭和13年）7月5日 - 千屋小学校雨天体操場において田沢疏水開墾国営事業起工式を挙行[2]。
- 1940年（昭和15年）12月 - 田沢疏水事業にかかる最初の開墾者が暁地区に入植[2][注釈 1]。
- 1955年（昭和30年）3月31日 - 畑屋村と合併して千畑村が発足。同日千屋村廃止[2]。

## 歴代村長
歴代村長は以下の通り。
- 佐々木長八（1889.5-1893.4）
- 杉沢門三郎（1893.5-1897.4）
- 高階貞之助（1897.6-1918.1）
- 坂本龍太郎（1918.2-1927.3）
- 佐々木梅之助（1927.6-1929.6）
- 坂本龍太郎（1929.7-1932.3）
- 坂本喜之七（1932.7-1943.8）
- 出原傳之助（1943.9-1943.12）
- 佐々木庄治（長八）（1944.1-1944.7）
- 坂本喜之七（1944.8-1946.12）
- 戸沢貞之助（1947.4-1955.3）

## 出身有名人
- 坂本理一郎（坂本東嶽）（秋田県会議員、衆議院議員、千屋村農会初代会長）
- 町田睿（実業家、北都銀行会長・フィデアホールディングス取締役会議長、荘内銀行元頭取・旧富士銀行元常務）
- 煙山力 (元東京都文京区長)
- 佐々木毅（政治学者、学習院大学大学院教授・元東京大学総長）
- 高階順治 (哲学者)